# Harry Kuneman

Harry Kuneman

Johan Herman Bernhard Kuneman (Poerwakarta, 15 januari 1886 - Ambarawa, 7 september 1945) was een bestuurder in Nederlands-Indië en voetballer.
Kuneman was de jongste zoon van de Indische bestuursambtenaar Mr. Hendrik Kuneman en Johanna Knebel.
Kuneman speelde als verdediger tussen 1904 en 1909 in totaal 54 wedstrijden voor HBS waarbij hij één doelpunt maakte. Hij speelde op 25 oktober 1908 eenmalig in het Nederlands voetbalelftal in de met 5-3 gewonnen wedstrijd tegen Zweden.
Hij keerde terug naar Indië waar hij als ambtenaar werkte. Van 1929 tot 1933 was hij resident van Bandoeng. Hierna was hij tot 1936 gouverneur van Oost-Java en hij was lid van de Raad van Nederlandsch-Indië van 1936 tot 1941.
Kuneman overleed in 1945 in een jappenkamp. Zijn oudste zoon Hendrik overleed in 1944 in gevangenschap aan boord van een Japans schip bij Nagasaki, de andere zoon, Johan Anton, werd gedecoreerd als oorlogsvlieger.